# Список призёров чемпионатов мира по горнолыжному спорту
Это список призёров во всех дисциплинах чемпионатов мира по горнолыжному спорту, которые проводятся с 1931 года.
Победители и призёры чемпионата мира 1941 года в Кортине-д’Ампеццо, на котором все 18 медалей завоевали итальянские и немецкие спортсмены, в таблицах не указаны, так как Международная федерация лыжного спорта в 1946 году аннулировала результаты чемпионата в связи с тем, что из-за Второй мировой войны в соревнованиях приняли участие только спортсмены из стран «оси» и их союзников и некоторых нейтральных стран.
На девяти подряд зимних Олимпийских играх (1948—1980) соревнования горнолыжников одновременно являлись и чемпионатами мира, победители Игр становились и олимпийскими чемпионами, и чемпионами мира. Кроме того, олимпийские медали в комбинации не разыгрывались на Играх в 1952—1984 годах, но при этом в 1952—1980 годах по результатам скоростного спуска, гигантского слалома и слалома на Олимпийских играх (без отдельных стартов, «на бумаге») определялись победители и призёры чемпионата мира в комбинации. В этот период отдельные от Олимпийских игр чемпионаты мира проходили раз в четыре года по чётным «неолимпийским» годам.

## Списки призёров

### Мужчины

#### Скоростной спуск

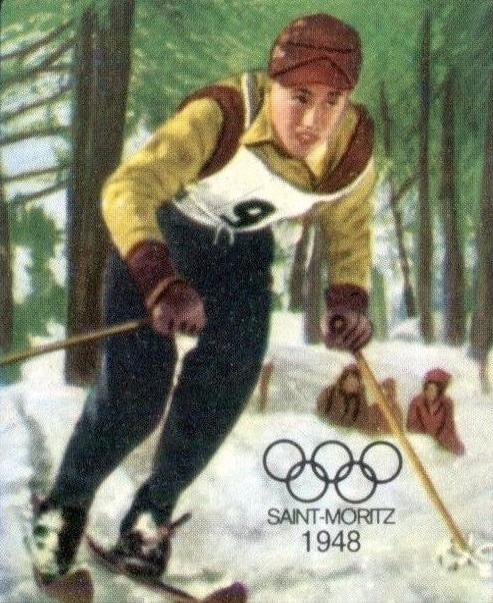
Анри Орейе — олимпийский чемпион и чемпион мира 1948 года в скоростном спуске

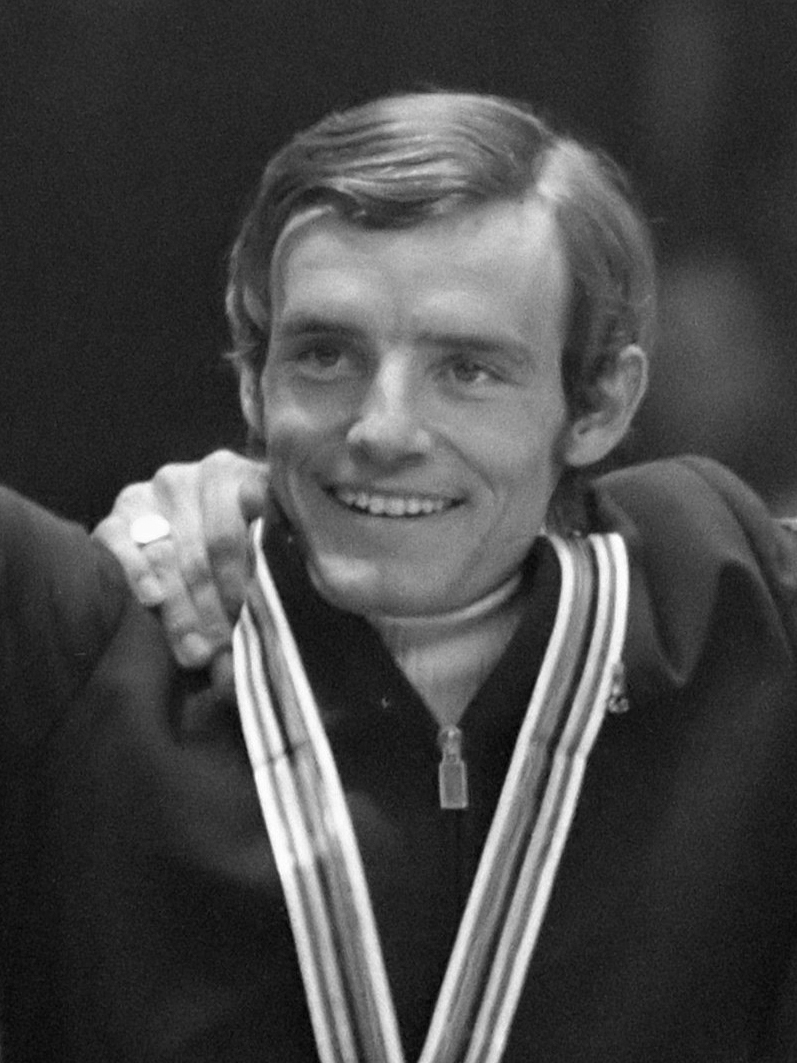
Жан-Клод Килли побеждал в скоростном спуске в 1966 и 1968 годах

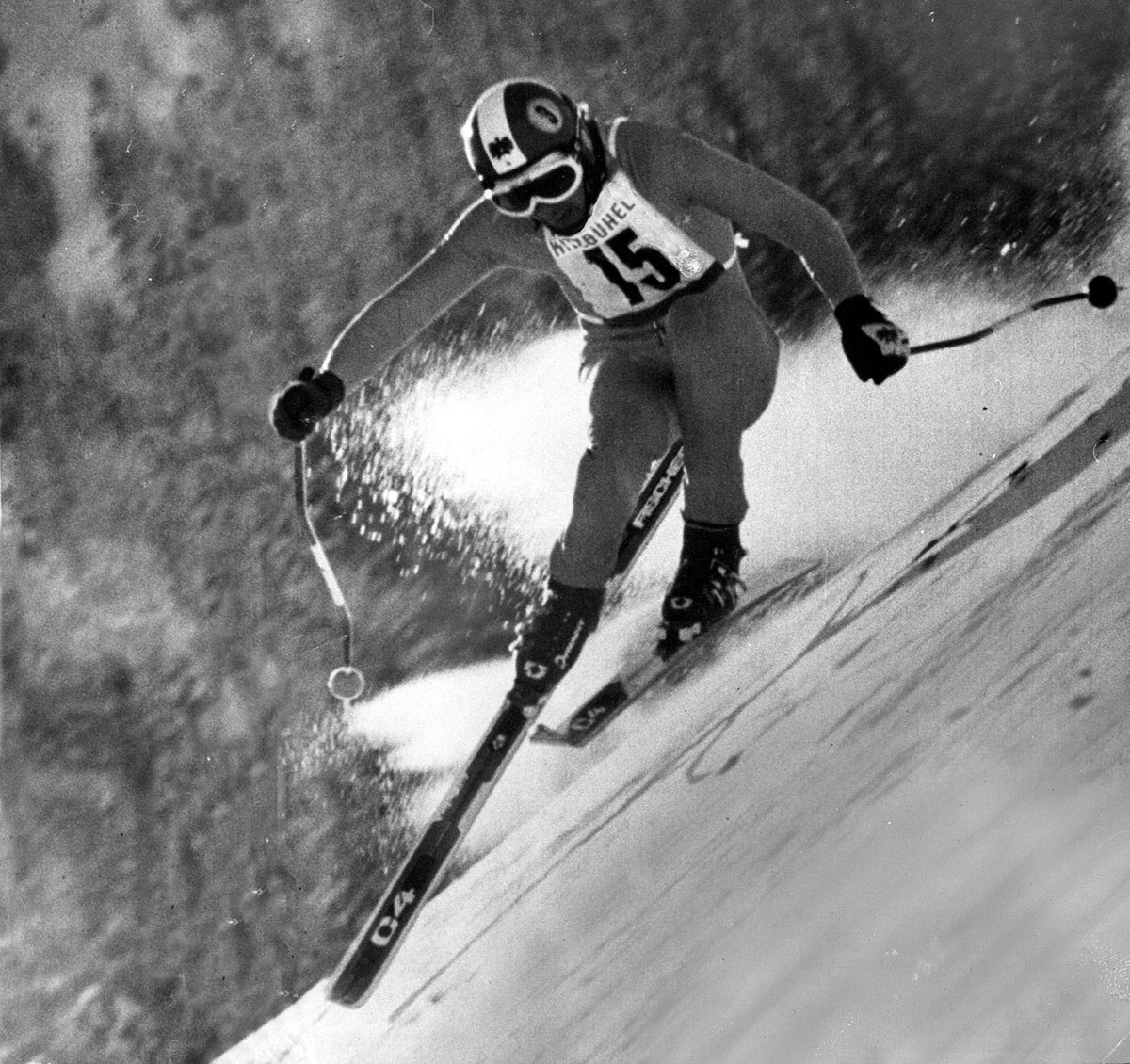
Франц Кламмер выиграл золото в 1976 году

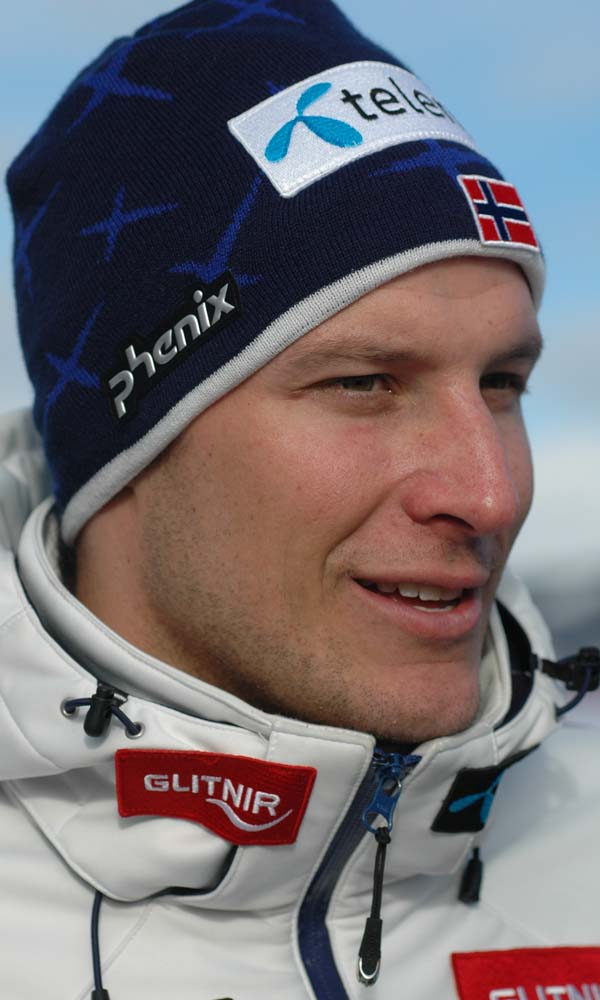
Чемпион мира в скоростном спуске 2007 и 2013 годов норвежец Аксель Лунд Свиндаль

Медали разыгрывались на всех чемпионатах мира, начиная с первого. Австрийцы выигрывали 17 раз, на счету швейцарцев 15 побед, у французов 6 побед. Шесть спортсменов сумели выиграть скоростной спуск на чемпионатах мира по два раза: швейцарцы Вальтер Прагер (1931 и 1933) и Бернард Русси (1970 и 1972), итальянец Дзено Коло (1950 и 1952), австриец Тони Зайлер (1956 и 1958), француз Жан-Клод Килли (1966 и 1968) и норвежец Аксель Лунд Свиндаль (2007 и 2013). На чемпионате мира 2019 года в своём последнем старте в карьере Свиндаль был очень близок к тому, чтобы первым выиграть третье золото, но уступил всего 0,02 сек своему соотечественнику Хьетилю Янсруду. По общему количеству медалей (по 3) лидируют сразу семь человек: швейцарцы Давид Цогг, Петер Мюллер, Бернард Русси и Беат Фойц, француз Эмиль Алле, норвежец Свиндаль и австриец Винцент Крихмайр.
| Чемпионат мира                       | Золото                     | Серебро                       | Бронза                     |
| ------------------------------------ | -------------------------- | ----------------------------- | -------------------------- |
| 1931 Мюррен                          | Вальтер Прагер (SUI)       | Отто Фуррер (SUI)             | Вилли Штойри (SUI)         |
| 1932 Кортина-д’Ампеццо               | Густав Ланчнер (AUT)       | Давид Цогг (SUI)              | Отто Фуррер (SUI)          |
| 1933 Инсбрук                         | Вальтер Прагер (SUI)       | Давид Цогг (SUI)              | Ханс Хаузер (AUT)          |
| 1934 Санкт-Мориц                     | Давид Цогг (SUI)           | Франц Пфнюр (GER)             | Хайнц фон Альмен (SUI)     |
| 1934 Санкт-Мориц                     | Давид Цогг (SUI)           | Франц Пфнюр (GER)             | Идо Каттанео (ITA)         |
| 1935 Мюррен                          | Франц Цингерле (AUT)       | Эмиль Алле (FRA)              | Вилли Штойри (SUI)         |
| 1936 Инсбрук                         | Рудольф Ромингер (SUI)     | Джачинто Серторелли (ITA)     | Хайнц фон Альмен (SUI)     |
| 1937 Шамони                          | Эмиль Алле (FRA)           | Джачинто Серторелли (ITA)     | —                          |
| 1937 Шамони                          | Эмиль Алле (FRA)           | Морис Лаффорг (FRA)           | —                          |
| 1938 Энгельберг                      | Джеймс Кутте (FRA)         | Эмиль Алле (FRA)              | Хелльмут Ланчнер (GER)     |
| 1939 Закопане                        | Хелльмут Ланчнер (GER)     | Йозеф Йенневайн (GER)         | Карл Молитор (SUI)         |
| 1948 Санкт-Мориц см. подробнее       | Анри Орейе (FRA)           | Франц Габль (AUT)             | Карл Молитор (SUI)         |
| 1948 Санкт-Мориц см. подробнее       | Анри Орейе (FRA)           | Франц Габль (AUT)             | Рольф Олингер (SUI)        |
| 1950 Аспен см. подробнее             | Дзено Коло (ITA)           | Джеймс Кутте (FRA)            | Эгон Шёпф (AUT)            |
| 1952 Осло см. подробнее              | Дзено Коло (ITA)           | Отмар Шнайдер (AUT)           | Кристиан Правда (AUT)      |
| 1954 Оре см. подробнее               | Кристиан Правда (AUT)      | Мартин Штрольц (AUT)          | Эрнст Оберайгнер (AUT)     |
| 1956 Кортина-д’Ампеццо см. подробнее | Тони Зайлер (AUT)          | Реймон Фелле (SUI)            | Андреас Мольтерер (AUT)    |
| 1958 Бадгастайн см. подробнее        | Тони Зайлер (AUT)          | Роджер Штауб (SUI)            | Жан Вюарне (FRA)           |
| 1960 Скво-Вэлли см. подробнее        | Жан Вюарне (FRA)           | Ханс-Петер Ланиг (EUA)        | Ги Перийя (FRA)            |
| 1962 Шамони см. подробнее            | Карл Шранц (AUT)           | Эмиль Вьолла (FRA)            | Эгон Циммерман (AUT)       |
| 1964 Инсбрук см. подробнее           | Эгон Циммерман (AUT)       | Лео Лакруа (FRA)              | Вольфганг Бартельс (EUA)   |
| 1966 Портильо см. подробнее          | Жан-Клод Килли (FRA)       | Лео Лакруа (FRA)              | Франц Фоглер (FRG)         |
| 1968 Гренобль см. подробнее          | Жан-Клод Килли (FRA)       | Ги Перийя (FRA)               | Жан-Даниэль Детвилер (SUI) |
| 1970 Валь-Гардена см. подробнее      | Бернард Русси (SUI)        | Карл Кордин (AUT)             | Малкольм Милн (AUS)        |
| 1972 Саппоро см. подробнее           | Бернард Русси (SUI)        | Ролан Колломбен (SUI)         | Хайнрих Месснер (AUT)      |
| 1974 Санкт-Мориц см. подробнее       | Давид Цвиллинг (AUT)       | Франц Кламмер (AUT)           | Вилли Фроммельт (LIE)      |
| 1976 Инсбрук см. подробнее           | Франц Кламмер (AUT)        | Бернард Русси (SUI)           | Херберт Планк (ITA)        |
| 1978 Гармиш см. подробнее            | Йозеф Вальхер (AUT)        | Михаэль Файт (FRG)            | Вернер Гриссман (AUT)      |
| 1980 Лейк-Плэсид см. подробнее       | Леонард Сток (AUT)         | Петер Вирнсбергер (AUT)       | Стив Подборски (CAN)       |
| 1982 Шладминг см. подробнее          | Харти Вайратер (AUT)       | Конрадин Котамен (SUI)        | Эрвин Реш (AUT)            |
| 1985 Бормио см. подробнее            | Пирмин Цурбригген (SUI)    | Петер Мюллер (SUI)            | Даг Льюис (USA)            |
| 1987 Кран-Монтана см. подробнее      | Петер Мюллер (SUI)         | Пирмин Цурбригген (SUI)       | Карл Альпигер (SUI)        |
| 1989 Вейл см. подробнее              | Хансйёрг Таушер (FRG)      | Петер Мюллер (SUI)            | Карл Альпигер (SUI)        |
| 1991 Зальбах см. подробнее           | Франц Хайнцер (SUI)        | Петер Гунггальдир (ITA)       | Даниэль Марер (SUI)        |
| 1993 Мориока см. подробнее           | Урс Леман (SUI)            | Атле Скордал (NOR)            | Эй Джей Китт (USA)         |
| 1996 Сьерра-Невада см. подробнее     | Патрик Ортлиб (AUT)        | Кристиан Гедина (ITA)         | Люк Альфан (FRA)           |
| 1997 Сестриере см. подробнее         | Бруно Кернен (SUI)         | Лассе Кьюс (NOR)              | Кристиан Гедина (ITA)      |
| 1999 Вейл/Бивер-Крик см. подробнее   | Херман Майер (AUT)         | Лассе Кьюс (NOR)              | Хьетиль Андре Омодт (NOR)  |
| 2001 Санкт-Антон см. подробнее       | Ханнес Тринкль (AUT)       | Херман Майер (AUT)            | Флориан Эккерт (GER)       |
| 2003 Санкт-Мориц см. подробнее       | Михаэль Вальххофер (AUT)   | Хьетиль Андре Омодт (NOR)     | Бруно Кернен (SUI)         |
| 2005 Бормио см. подробнее            | Боде Миллер (USA)          | Дэрон Ралвз (USA)             | Михаэль Вальххофер (AUT)   |
| 2007 Оре см. подробнее               | Аксель Лунд Свиндаль (NOR) | Ян Худек (CAN)                | Патрик Йербюн (SWE)        |
| 2009 Валь-д’Изер см. подробнее       | Джон Кучера (CAN)          | Дидье Кюш (SUI)               | Карло Янка (SUI)           |
| 2011 Гармиш см. подробнее            | Эрик Гэй (CAN)             | Дидье Кюш (SUI)               | Кристоф Иннерхофер (ITA)   |
| 2013 Шладминг см. подробнее          | Аксель Лунд Свиндаль (NOR) | Доминик Парис (ITA)           | Давид Пуассон (FRA)        |
| 2015 Вейл/Бивер-Крик см. подробнее   | Патрик Кюнг (SUI)          | Трэвис Ганонг (USA)           | Беат Фойц (SUI)            |
| 2017 Санкт-Мориц см. подробнее       | Беат Фойц (SUI)            | Эрик Гэй (CAN)                | Макс Франц (AUT)           |
| 2019 Оре см. подробнее               | Хьетиль Янсруд (NOR)       | Аксель Лунд Свиндаль (NOR)    | Винцент Крихмайр (AUT)     |
| 2021 Кортина-д’Ампеццо см. подробнее | Винцент Крихмайр (AUT)     | Андреас Зандер (GER)          | Беат Фойц (SUI)            |
| 2023 Куршевель см. подробнее         | Марко Одерматт (SUI)       | Александер Омодт Кильде (NOR) | Кэмерон Александер (CAN)   |
| 2025 Зальбах см. подробнее           | Франьо фон Алльмен (SUI)   | Винцент Крихмайр (AUT)        | Алексис Монне (SUI)        |

#### Супергигант
Награды в супергиганте разыгрываются на чемпионатах мира с 1987 года. Австрийцы выиграли пять золотых медалей, четыре раза побеждали горнолыжники Швейцарии, по три победы у Италии, США, Норвегии. По две победы в этой дисциплине одержали австриец Штефан Эберхартер (1991 и 2003) и норвежец Атле Скордал (1996 и 1997). По общему количеству наград (по три) лидируют австрийцы Эберхартер и Херман Майер.
| Чемпионат мира                       | Золото                                       | Серебро                                      | Бронза                                       |
| ------------------------------------ | -------------------------------------------- | -------------------------------------------- | -------------------------------------------- |
| 1987 Кран-Монтана см. подробнее      | Пирмин Цурбригген (SUI)                      | Марк Жирарделли (LUX)                        | Маркус Васмайер (FRG)                        |
| 1989 Вейл см. подробнее              | Мартин Хангль (SUI)                          | Пирмин Цурбригген (SUI)                      | Томаж Чижман (YUG)                           |
| 1991 Зальбах см. подробнее           | Штефан Эберхартер (AUT)                      | Хьетиль Андре Омодт (NOR)                    | Франк Пиккар (FRA)                           |
| 1993 Мориока                         | соревнования отменены из-за погодных условий | соревнования отменены из-за погодных условий | соревнования отменены из-за погодных условий |
| 1996 Сьерра-Невада см. подробнее     | Атле Скордал (NOR)                           | Патрик Йербюн (SWE)                          | Хьетиль Андре Омодт (NOR)                    |
| 1997 Сестриере см. подробнее         | Атле Скордал (NOR)                           | Лассе Кьюс (NOR)                             | Гюнтер Мадер (AUT)                           |
| 1999 Вейл/Бивер-Крик см. подробнее   | Херман Майер (AUT)                           | —                                            | Ханс Кнаус (AUT)                             |
| 1999 Вейл/Бивер-Крик см. подробнее   | Лассе Кьюс (NOR)                             | —                                            | Ханс Кнаус (AUT)                             |
| 2001 Санкт-Антон см. подробнее       | Дэрон Ралвз (USA)                            | Штефан Эберхартер (AUT)                      | Херман Майер (AUT)                           |
| 2003 Санкт-Мориц см. подробнее       | Штефан Эберхартер (AUT)                      | Боде Миллер (USA)                            | —                                            |
| 2003 Санкт-Мориц см. подробнее       | Штефан Эберхартер (AUT)                      | Херман Майер (AUT)                           | —                                            |
| 2005 Бормио см. подробнее            | Боде Миллер (USA)                            | Михаэль Вальххофер (AUT)                     | Бенджамин Райх (AUT)                         |
| 2007 Оре см. подробнее               | Патрик Штаудахер (ITA)                       | Фриц Штробль (AUT)                           | Бруно Кернен (SUI)                           |
| 2009 Валь-д’Изер см. подробнее       | Дидье Кюш (SUI)                              | Петер Филл (ITA)                             | Аксель Лунд Свиндаль (NOR)                   |
| 2011 Гармиш см. подробнее            | Кристоф Иннерхофер (ITA)                     | Ханнес Райхельт (AUT)                        | Ивица Костелич (CRO)                         |
| 2013 Шладминг см. подробнее          | Тед Лигети (USA)                             | Готье де Тессьер (FRA)                       | Аксель Лунд Свиндаль (NOR)                   |
| 2015 Вейл/Бивер-Крик см. подробнее   | Ханнес Райхельт (AUT)                        | Дастин Кук (CAN)                             | Адриен Тео (FRA)                             |
| 2017 Санкт-Мориц см. подробнее       | Эрик Гэй (CAN)                               | Хьетиль Янсруд (NOR)                         | Мануэль Осборн-Паради (CAN)                  |
| 2019 Оре см. подробнее               | Доминик Парис (ITA)                          | Жоан Кларе (FRA)                             | —                                            |
| 2019 Оре см. подробнее               | Доминик Парис (ITA)                          | Винцент Крихмайр (AUT)                       | —                                            |
| 2021 Кортина-д’Ампеццо см. подробнее | Винцент Крихмайр (AUT)                       | Ромед Бауман (GER)                           | Алексис Пентюро (FRA)                        |
| 2023 Куршевель см. подробнее         | Джеймс Кроуфорд (CAN)                        | Александер Омодт Кильде (NOR)                | Алексис Пентюро (FRA)                        |
| 2025 Зальбах см. подробнее           | Марко Одерматт (SUI)                         | Рафаэль Хазер (AUT)                          | Адриан Смисет Сейерстед (NOR)                |

#### Гигантский слалом

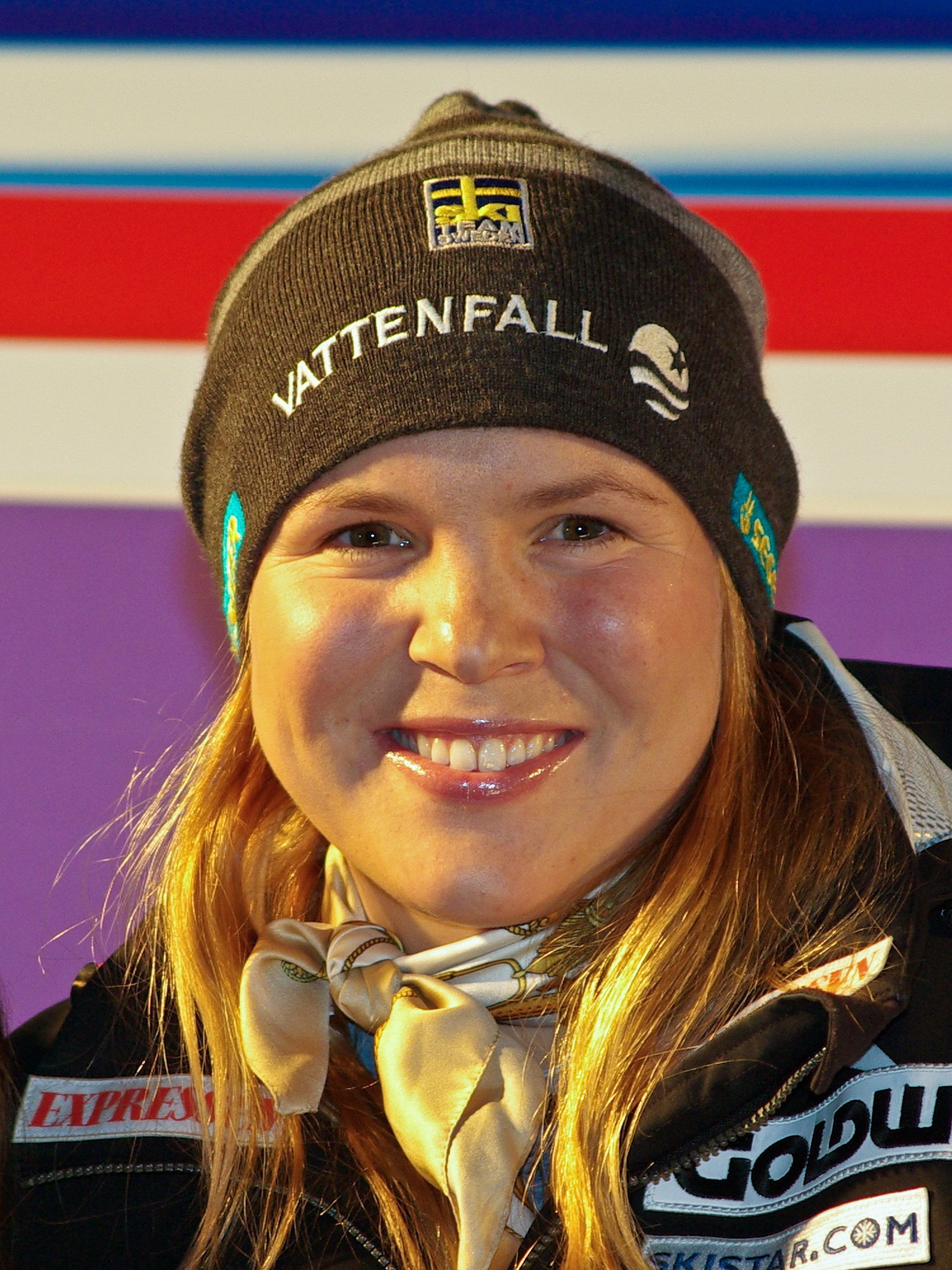
Аня Персон побеждала в гигантском слаломе в 2003 и 2005 годах

Медали в гигантском слаломе разыгрываются с 1950 года. Американец Тед Лигети — единственный, кто одержал три победы (2011, 2013, 2015). По общему количеству медалей (по 4) лидерство делят Карл Шранц, Ингемар Стенмарк, Тед Лигети и Марсель Хиршер.
| Чемпионат мира                       | Золото                     | Серебро                   | Бронза                     |
| ------------------------------------ | -------------------------- | ------------------------- | -------------------------- |
| 1950 Аспен см. подробнее             | Дзено Коло (ITA)           | Фернан Грожан (SUI)       | Джеймс Кутте (FRA)         |
| 1952 Осло см. подробнее              | Стейн Эриксен (NOR)        | Кристиан Правда (AUT)     | Тони Шписс (AUT)           |
| 1954 Оре см. подробнее               | Стейн Эриксен (NOR)        | Франсуа Бонльё (FRA)      | Андреас Мольтерер (AUT)    |
| 1956 Кортина-д’Ампеццо см. подробнее | Тони Зайлер (AUT)          | Андреас Мольтерер (AUT)   | Вальтер Шустер (AUT)       |
| 1958 Бадгастайн см. подробнее        | Тони Зайлер (AUT)          | Йозеф Ридер (AUT)         | Франсуа Бонльё (FRA)       |
| 1958 Бадгастайн см. подробнее        | Тони Зайлер (AUT)          | Йозеф Ридер (AUT)         | Роджер Штауб (SUI)         |
| 1960 Скво-Вэлли см. подробнее        | Роджер Штауб (SUI)         | Йозеф Штиглер (AUT)       | Эрнст Хинтерзер (AUT)      |
| 1962 Шамони см. подробнее            | Эгон Циммерман (AUT)       | Карл Шранц (AUT)          | Мартин Бургер (AUT)        |
| 1964 Инсбрук см. подробнее           | Франсуа Бонльё (FRA)       | Карл Шранц (AUT)          | Йозеф Штиглер (AUT)        |
| 1966 Портильо см. подробнее          | Ги Перийя (FRA)            | Жорж Модюи (FRA)          | Карл Шранц (AUT)           |
| 1968 Гренобль см. подробнее          | Жан-Клод Килли (FRA)       | Вилли Фавр (SUI)          | Хайнрих Месснер (AUT)      |
| 1970 Валь-Гардена см. подробнее      | Карл Шранц (AUT)           | Вернер Блайнер (AUT)      | Думенг Джованоли (SUI)     |
| 1972 Саппоро см. подробнее           | Густав Тёни (ITA)          | Эдмунд Бруггман (SUI)     | Вернер Маттле (SUI)        |
| 1974 Санкт-Мориц см. подробнее       | Густав Тёни (ITA)          | Ханс Хинтерзер (AUT)      | Пьеро Грос (ITA)           |
| 1976 Инсбрук см. подробнее           | Хайни Хемми (SUI)          | Эрнст Год (SUI)           | Ингемар Стенмарк (SWE)     |
| 1978 Гармиш см. подробнее            | Ингемар Стенмарк (SWE)     | Андреас Венцель (LIE)     | Вилли Фроммельт (LIE)      |
| 1980 Лейк-Плэсид см. подробнее       | Ингемар Стенмарк (SWE)     | Андреас Венцель (LIE)     | Ханс Энн (AUT)             |
| 1982 Шладминг см. подробнее          | Стив Маре (USA)            | Ингемар Стенмарк (SWE)    | Борис Стрел (YUG)          |
| 1985 Бормио см. подробнее            | Маркус Васмайер (FRG)      | Пирмин Цурбригген (SUI)   | Марк Жирарделли (LUX)      |
| 1987 Кран-Монтана см. подробнее      | Пирмин Цурбригген (SUI)    | Марк Жирарделли (LUX)     | Альберто Томба (ITA)       |
| 1989 Вейл см. подробнее              | Рудольф Нирлих (AUT)       | Хельмут Майер (AUT)       | Пирмин Цурбригген (SUI)    |
| 1991 Зальбах см. подробнее           | Рудольф Нирлих (AUT)       | Урс Келин (SUI)           | Юхан Вальнер (SWE)         |
| 1993 Мориока см. подробнее           | Хьетиль Андре Омодт (NOR)  | Райнер Зальцгебер (AUT)   | Юхан Вальнер (SWE)         |
| 1996 Сьерра-Невада см. подробнее     | Альберто Томба (ITA)       | Урс Келин (SUI)           | Михаэль фон Грюниген (SUI) |
| 1997 Сестриере см. подробнее         | Михаэль фон Грюниген (SUI) | Лассе Кьюс (NOR)          | Андреас Шифферер (AUT)     |
| 1999 Вейл/Бивер-Крик см. подробнее   | Лассе Кьюс (NOR)           | Марко Бюхель (LIE)        | Стив Лошер (SUI)           |
| 2001 Санкт-Антон см. подробнее       | Михаэль фон Грюниген (SUI) | Хьетиль Андре Омодт (NOR) | Фредерик Ковили (FRA)      |
| 2003 Санкт-Мориц см. подробнее       | Боде Миллер (USA)          | Ханс Кнаус (AUT)          | Эрик Шлопи (USA)           |
| 2005 Бормио см. подробнее            | Херман Майер (AUT)         | Бенджамин Райх (AUT)      | Дэрон Ралвз (USA)          |
| 2007 Оре см. подробнее               | Аксель Лунд Свиндаль (NOR) | Даниэль Альбрехт (SUI)    | Дидье Кюш (SUI)            |
| 2009 Валь-д’Изер см. подробнее       | Карло Янка (SUI)           | Бенджамин Райх (AUT)      | Тед Лигети (USA)           |
| 2011 Гармиш см. подробнее            | Тед Лигети (USA)           | Сиприен Ришар (FRA)       | Филипп Шёргхофер (AUT)     |
| 2013 Шладминг см. подробнее          | Тед Лигети (USA)           | Марсель Хиршер (AUT)      | Манфред Мёльгг (ITA)       |
| 2015 Вейл/Бивер-Крик см. подробнее   | Тед Лигети (USA)           | Марсель Хиршер (AUT)      | Алексис Пентюро (FRA)      |
| 2017 Санкт-Мориц см. подробнее       | Марсель Хиршер (AUT)       | Роланд Ляйтингер (AUT)    | Лейф Кристиан Хёуген (NOR) |
| 2019 Оре см. подробнее               | Хенрик Кристофферсен (NOR) | Марсель Хиршер (AUT)      | Алексис Пентюро (FRA)      |
| 2021 Кортина-д’Ампеццо см. подробнее | Матьё Февр (FRA)           | Лука Де Алипрандини (ITA) | Марко Шварц (AUT)          |
| 2023 Куршевель см. подробнее         | Марко Одерматт (SUI)       | Лоик Мейяр (SUI)          | Марко Шварц (AUT)          |
| 2025 Зальбах см. подробнее           | Рафаэль Хазер (AUT)        | Томас Тумлер (SUI)        | Лоик Мейяр (SUI)           |

#### Слалом
Медали в слаломе разыгрываются с первого чемпионата мира 1931 года. Австрийцы выиграли золото 17 раз из 45, на втором месте французы и швейцарцы — по 6 побед. По три раза в слаломе побеждали швед Ингемар Стенмарк (1978, 1980, 1982) и австриец Марсель Хиршер (2013, 2017, 2019).
| Чемпионат мира                       | Золото                       | Серебро                   | Бронза                      |
| ------------------------------------ | ---------------------------- | ------------------------- | --------------------------- |
| 1931 Мюррен см. подробнее            | Давид Цогг (SUI)             | Тони Зелос (AUT)          | Фридль Дойбер (GER)         |
| 1932 Кортина-д’Ампеццо см. подробнее | Фридль Дойбер (GER)          | Отто Фуррер (SUI)         | Ханс Хаузер (AUT)           |
| 1933 Инсбрук см. подробнее           | Тони Зелос (AUT)             | Густав Ланчнер (AUT)      | Фриц Штойри (SUI)           |
| 1934 Санкт-Мориц см. подробнее       | Франц Пфнюр (GER)            | Давид Цогг (SUI)          | Вилли Штойри (SUI)          |
| 1935 Мюррен см. подробнее            | Тони Зелос (AUT)             | Давид Цогг (SUI)          | Фридль Пфайфер (AUT)        |
| 1935 Мюррен см. подробнее            | Тони Зелос (AUT)             | Давид Цогг (SUI)          | Франсуа Виньоль (FRA)       |
| 1936 Инсбрук см. подробнее           | Рудольф Матт (AUT)           | Эберхард Кнайзль (AUT)    | Рудольф Ромингер (SUI)      |
| 1937 Шамони см. подробнее            | Эмиль Алле (FRA)             | Вильхельм Вальх (AUT)     | Роман Вёрндле (GER)         |
| 1938 Энгельберг см. подробнее        | Рудольф Ромингер (SUI)       | Эмиль Алле (FRA)          | Хелльмут Ланчнер (GER)      |
| 1939 Закопане см. подробнее          | Рудольф Ромингер (SUI)       | Йозеф Йенневайн (GER)     | Вильхельм Вальх (GER)       |
| 1948 Санкт-Мориц см. подробнее       | Эди Райнальтер (SUI)         | Джеймс Кутте (FRA)        | Анри Орейе (FRA)            |
| 1950 Аспен см. подробнее             | Жорж Шнайдер (SUI)           | Дзено Коло (ITA)          | Стейн Эриксен (NOR)         |
| 1952 Осло см. подробнее              | Отмар Шнайдер (AUT)          | Стейн Эриксен (NOR)       | Гутторм Берге (NOR)         |
| 1954 Оре см. подробнее               | Стейн Эриксен (NOR)          | Бенедикт Обермюллер (FRG) | Тони Шписс (AUT)            |
| 1956 Кортина-д’Ампеццо см. подробнее | Тони Зайлер (AUT)            | Тихару Игая (JPN)         | Стиг Солландер (SWE)        |
| 1958 Бадгастайн см. подробнее        | Йозеф Ридер (AUT)            | Тони Зайлер (AUT)         | Тихару Игая (JPN)           |
| 1960 Скво-Вэлли см. подробнее        | Эрнст Хинтерзер (AUT)        | Матиас Ляйтнер (AUT)      | Шарль Бозон (FRA)           |
| 1962 Шамони см. подробнее            | Шарль Бозон (FRA)            | Ги Перийя (FRA)           | Герхард Неннинг (AUT)       |
| 1964 Инсбрук см. подробнее           | Йозеф Штиглер (AUT)          | Билли Кидд (USA)          | Джимми Хойга (USA)          |
| 1966 Портильо см. подробнее          | Карло Зенонер (ITA)          | Ги Перийя (FRA)           | Луи Жоффре (FRA)            |
| 1968 Гренобль см. подробнее          | Жан-Клод Килли (FRA)         | Херберт Хубер (AUT)       | Альфред Матт (AUT)          |
| 1970 Валь-Гардена см. подробнее      | Жан-Ноэль Ожер (FRA)         | Патрик Рюссель (FRA)      | Билли Кидд (USA)            |
| 1972 Саппоро см. подробнее           | Пакито Фернандес Очоа (ESP)  | Густав Тёни (ITA)         | Роланд Тёни (ITA)           |
| 1974 Санкт-Мориц см. подробнее       | Густав Тёни (ITA)            | Давид Цвиллинг (AUT)      | Пакито Фернандес Очоа (ESP) |
| 1976 Инсбрук см. подробнее           | Пьеро Грос (ITA)             | Густав Тёни (ITA)         | Вилли Фроммельт (LIE)       |
| 1978 Гармиш см. подробнее            | Ингемар Стенмарк (SWE)       | Пьеро Грос (ITA)          | Пауль Фроммельт (LIE)       |
| 1980 Лейк-Плэсид см. подробнее       | Ингемар Стенмарк (SWE)       | Фил Маре (USA)            | Жак Люти (SUI)              |
| 1982 Шладминг см. подробнее          | Ингемар Стенмарк (SWE)       | Боян Крижай (YUG)         | Бенгт Фьельберг (SWE)       |
| 1987 Кран-Монтана см. подробнее      | Франк Вёрндль (FRG)          | Гюнтер Мадер (AUT)        | Армин Биттнер (FRG)         |
| 1989 Вейл см. подробнее              | Рудольф Нирлих (AUT)         | Армин Биттнер (FRG)       | Марк Жирарделли (LUX)       |
| 1991 Зальбах см. подробнее           | Марк Жирарделли (LUX)        | Томас Штангассингер (AUT) | Уле Кристиан Фурусет (NOR)  |
| 1993 Мориока см. подробнее           | Хьетиль Андре Омодт (NOR)    | Марк Жирарделли (LUX)     | Томас Штангассингер (AUT)   |
| 1996 Сьерра-Невада см. подробнее     | Альберто Томба (ITA)         | Марио Райтер (AUT)        | Михаэль фон Грюниген (SUI)  |
| 1997 Сестриере см. подробнее         | Том Стиансен (NOR)           | Себастьен Амье (FRA)      | Альберто Томба (ITA)        |
| 1999 Вейл/Бивер-Крик см. подробнее   | Калле Паландер (FIN)         | Лассе Кьюс (NOR)          | Кристиан Майер (AUT)        |
| 2001 Санкт-Антон см. подробнее       | Марио Матт (AUT)             | Бенджамин Райх (AUT)      | Митя Кунц (SLO)             |
| 2003 Санкт-Мориц см. подробнее       | Ивица Костелич (CRO)         | Сильван Цурбригген (SUI)  | Джорджо Рокка (ITA)         |
| 2005 Бормио см. подробнее            | Бенджамин Райх (AUT)         | Райнер Шёнфельдер (AUT)   | Джорджо Рокка (ITA)         |
| 2007 Оре см. подробнее               | Марио Матт (AUT)             | Манфред Мёльгг (ITA)      | Жан-Батист Гранж (FRA)      |
| 2009 Валь-д’Изер см. подробнее       | Манфред Прангер (AUT)        | Жюльен Лизеру (FRA)       | Майкл Яник (CAN)            |
| 2011 Гармиш см. подробнее            | Жан-Батист Гранж (FRA)       | Йенс Бюггмарк (SWE)       | Манфред Мёльгг (ITA)        |
| 2013 Шладминг см. подробнее          | Марсель Хиршер (AUT)         | Феликс Нойройтер (GER)    | Марио Матт (AUT)            |
| 2015 Вейл/Бивер-Крик см. подробнее   | Жан-Батист Гранж (FRA)       | Фриц Допфер (GER)         | Феликс Нойройтер (GER)      |
| 2017 Санкт-Мориц см. подробнее       | Марсель Хиршер (AUT)         | Мануэль Феллер (AUT)      | Феликс Нойройтер (GER)      |
| 2019 Оре см. подробнее               | Марсель Хиршер (AUT)         | Михаэль Матт (AUT)        | Марко Шварц (AUT)           |
| 2021 Кортина-д’Ампеццо см. подробнее | Себастьян Фосс-Солевог (NOR) | Адриан Пертль (AUT)       | Хенрик Кристофферсен (NOR)  |
| 2023 Куршевель см. подробнее         | Хенрик Кристофферсен (NOR)   | Александрос Гиннис (GRE)  | Алекс Винатцер (ITA)        |
| 2025 Зальбах см. подробнее           | Лоик Мейяр (SUI)             | Атле Ли Макграт (NOR)     | Линус Штрассер (GER)        |

#### Комбинация и суперкомбинация
По три раза побеждали Марк Жирарделли из Люксембурга (1987, 1989 и 1996) и норвежец Хьетиль Андре Омодт (1997, 1999 и 2001).
| Чемпионат мира                       | Золото                     | Серебро                    | Бронза                    |
| ------------------------------------ | -------------------------- | -------------------------- | ------------------------- |
| …                                    | …                          | …                          | …                         |
| 1982 Шладминг см. подробнее          | Мишель Вьон (FRA)          | Петер Люшер (SUI)          | Антон Штайнер (AUT)       |
| 1985 Бормио см. подробнее            | Пирмин Цурбригген (SUI)    | Эрнст Ридльспергер (AUT)   | Томас Бюрглер (SUI)       |
| 1987 Кран-Монтана см. подробнее      | Марк Жирарделли (LUX)      | Пирмин Цурбригген (SUI)    | Гюнтер Мадер (AUT)        |
| 1989 Вейл см. подробнее              | Марк Жирарделли (LUX)      | Пауль Аккола (SUI)         | Гюнтер Мадер (AUT)        |
| 1991 Зальбах см. подробнее           | Штефан Эберхартер (AUT)    | Кристиан Гедина (ITA)      | Гюнтер Мадер (AUT)        |
| 1993 Мориока см. подробнее           | Лассе Кьюс (NOR)           | Хьетиль Андре Омодт (NOR)  | Марк Жирарделли (LUX)     |
| 1996 Сьерра-Невада см. подробнее     | Марк Жирарделли (LUX)      | Лассе Кьюс (NOR)           | Гюнтер Мадер (AUT)        |
| 1997 Сестриере см. подробнее         | Хьетиль Андре Омодт (NOR)  | Бруно Кернен (SUI)         | Марио Райтер (AUT)        |
| 1999 Вейл/Бивер-Крик см. подробнее   | Хьетиль Андре Омодт (NOR)  | Лассе Кьюс (NOR)           | Пауль Аккола (SUI)        |
| 2001 Санкт-Антон см. подробнее       | Хьетиль Андре Омодт (NOR)  | Марио Матт (AUT)           | Пауль Аккола (SUI)        |
| 2003 Санкт-Мориц см. подробнее       | Боде Миллер (USA)          | Лассе Кьюс (NOR)           | Хьетиль Андре Омодт (NOR) |
| 2005 Бормио см. подробнее            | Бенджамин Райх (AUT)       | Аксель Лунд Свиндаль (NOR) | Джорджо Рокка (ITA)       |
| 2007 Оре см. подробнее               | Даниэль Альбрехт (SUI)     | Бенджамин Райх (AUT)       | Марк Берто (SUI)          |
| 2009 Валь-д’Изер см. подробнее       | Аксель Лунд Свиндаль (NOR) | Жюльен Лизеру (FRA)        | Натко Зрнчич-Дим (CRO)    |
| 2011 Гармиш см. подробнее            | Аксель Лунд Свиндаль (NOR) | Кристоф Иннерхофер (ITA)   | Петер Филл (ITA)          |
| 2013 Шладминг см. подробнее          | Тед Лигети (USA)           | Ивица Костелич (CRO)       | Ромед Бауман (AUT)        |
| 2015 Вейл/Бивер-Крик см. подробнее   | Марсель Хиршер (AUT)       | Хьетиль Янсруд (NOR)       | Тед Лигети (USA)          |
| 2017 Санкт-Мориц см. подробнее       | Лука Эрни (SUI)            | Марсель Хиршер (AUT)       | Мауро Кавизель (SUI)      |
| 2019 Оре см. подробнее               | Алексис Пентюро (FRA)      | Штефан Хадалин (SLO)       | Марко Шварц (AUT)         |
| 2021 Кортина-д’Ампеццо см. подробнее | Марко Шварц (AUT)          | Алексис Пентюро (FRA)      | Лоик Мейяр (SUI)          |
| 2023 Куршевель см. подробнее         | Алексис Пентюро (FRA)      | Марко Шварц (AUT)          | Рафаэль Хазер (AUT)       |

#### Командная комбинация
Медали впервые были разыграны в 2025 году.
| Чемпионат мира             | Золото                                      | Серебро                               | Бронза                                  |
| -------------------------- | ------------------------------------------- | ------------------------------------- | --------------------------------------- |
| 2025 Зальбах см. подробнее | Швейцария · Франьо фон Алльмен · Лоик Мейяр | Швейцария · Алексис Монне · Танги Неф | Швейцария · Стефан Рожентен · Марк Роша |

#### Параллельный гигантский слалом
Медали были разыграны в 2021 и 2023 годах.
| Чемпионат мира                       | Золото                | Серебро              | Бронза             |
| ------------------------------------ | --------------------- | -------------------- | ------------------ |
| 2021 Кортина-д’Ампеццо см. подробнее | Матьё Февр (FRA)      | Филип Зубчич (CRO)   | Лоик Мейяр (SUI)   |
| 2023 Мерибель см. подробнее          | Александер Шмид (GER) | Доминик Рашнер (AUT) | Тимон Хёуган (NOR) |

### Женщины

#### Скоростной спуск
По три победы на счету немки Кристль Кранц (1935, 1937 и 1939) и австрийки Аннемари Мозер-Прёль (1974, 1978 и 1980).
| Чемпионат мира                       | Золото                     | Серебро                     | Бронза                   |
| ------------------------------------ | -------------------------- | --------------------------- | ------------------------ |
| …                                    | …                          | …                           | …                        |
| 1952 Осло см. подробнее              | Труде Йохум-Байзер (AUT)   | Аннемари Бухнер (GER)       | Джулиана Минуццо (ITA)   |
| 1954 Оре см. подробнее               | Ида Шёпфер (SUI)           | Труде Клеккер (AUT)         | Люсьенн Шмит (FRA)       |
| 1956 Кортина-д’Ампеццо см. подробнее | Мадлен Берто (SUI)         | Фрида Денцер (SUI)          | Люсиль Уилер (CAN)       |
| 1958 Бадгастайн см. подробнее        | Люсиль Уилер (CAN)         | Фрида Денцер (SUI)          | Карла Маркелли (ITA)     |
| 1960 Скво-Вэлли см. подробнее        | Хайди Библь (EUA)          | Пенни Питу (USA)            | Траудль Хехер (AUT)      |
| 1962 Шамони см. подробнее            | Кристль Хас (AUT)          | Пиа Рива (ITA)              | Барбара Феррис (USA)     |
| 1964 Инсбрук см. подробнее           | Кристль Хас (AUT)          | Эдит Циммерман (AUT)        | Траудль Хехер (AUT)      |
| 1966 Портильо см. подробнее          | Мариэль Гуашель (FRA)      | Анни Фамоз (FRA)            | Бургль Фербингер (FRG)   |
| 1968 Гренобль см. подробнее          | Ольга Палль (AUT)          | Изабелль Мир (FRA)          | Кристль Хас (AUT)        |
| 1970 Валь-Гардена см. подробнее      | Аннерёсли Црид (SUI)       | Изабелль Мир (FRA)          | Аннемари Прёль (AUT)     |
| 1972 Саппоро см. подробнее           | Мари-Терез Надиг (SUI)     | Аннемари Прёль (AUT)        | Сьюзан Коррок (USA)      |
| 1974 Санкт-Мориц см. подробнее       | Аннемари Мозер-Прёль (AUT) | Бетси Клиффорд (CAN)        | Вильтруд Дрексель (AUT)  |
| 1976 Инсбрук см. подробнее           | Рози Миттермайер (FRG)     | Бригитте Точниг (AUT)       | Синди Нельсон (USA)      |
| 1978 Гармиш см. подробнее            | Аннемари Мозер-Прёль (AUT) | Ирене Эппле (FRG)           | Дорис Де Агостини (SUI)  |
| 1980 Лейк-Плэсид см. подробнее       | Аннемари Мозер-Прёль (AUT) | Ханни Венцель (LIE)         | Мари-Терез Надиг (SUI)   |
| 1982 Шладминг см. подробнее          | Джерри Соренсен (CAN)      | Синди Нельсон (USA)         | Лори Грэм (CAN)          |
| 1985 Бормио см. подробнее            | Микела Фиджини (SUI)       | Ариане Эрат (SUI)           | —                        |
| 1985 Бормио см. подробнее            | Микела Фиджини (SUI)       | Катарина Гутензон (AUT)     | —                        |
| 1987 Кран-Монтана см. подробнее      | Мария Валлизер (SUI)       | Микела Фиджини (SUI)        | Регине Мёзенлехнер (FRG) |
| 1989 Вейл см. подробнее              | Мария Валлизер (SUI)       | Карен Перси (CAN)           | Карин Дедлер (FRG)       |
| 1991 Зальбах см. подробнее           | Петра Кронбергер (AUT)     | Натали Бувье (FRA)          | Светлана Гладышева (URS) |
| 1993 Мориока см. подробнее           | Кейт Пейс (CAN)            | Астрид Лёдемель (NOR)       | Аня Хас (AUT)            |
| 1996 Сьерра-Невада см. подробнее     | Пикабо Стрит (USA)         | Катя Зайцингер (GER)        | Хилари Линд (USA)        |
| 1997 Сестриере см. подробнее         | Хилари Линд (USA)          | Хайди Цурбригген (SUI)      | Пернилла Виберг (SWE)    |
| 1999 Вейл/Бивер-Крик см. подробнее   | Ренате Гётшль (AUT)        | Михаэла Дорфмайстер (AUT)   | Штефани Шустер (AUT)     |
| 2001 Санкт-Антон см. подробнее       | Михаэла Дорфмайстер (AUT)  | Ренате Гётшль (AUT)         | Зелина Хереггер (AUT)    |
| 2003 Санкт-Мориц см. подробнее       | Мелани Тюржон (CAN)        | Коринн Ре-Белле (SUI)       | —                        |
| 2003 Санкт-Мориц см. подробнее       | Мелани Тюржон (CAN)        | Александра Майснитцер (AUT) | —                        |
| 2005 Бормио см. подробнее            | Яница Костелич (CRO)       | Элена Фанкини (ITA)         | Ренате Гётшль (AUT)      |
| 2007 Оре см. подробнее               | Аня Персон (SWE)           | Линдси Вонн (USA)           | Николь Хосп (AUT)        |
| 2009 Валь-д’Изер см. подробнее       | Линдси Вонн (USA)          | Лара Гут (SUI)              | Надя Фанкини (ITA)       |
| 2011 Гармиш см. подробнее            | Элизабет Гёргль (AUT)      | Линдси Вонн (USA)           | Мария Риш (GER)          |
| 2013 Шладминг см. подробнее          | Марион Роллан (FRA)        | Надя Фанкини (ITA)          | Мария Хёфль-Риш (GER)    |
| 2015 Вейл/Бивер-Крик см. подробнее   | Тина Мазе (SLO)            | Анна Феннингер (AUT)        | Лара Гут (SUI)           |
| 2017 Санкт-Мориц см. подробнее       | Илка Штухец (SLO)          | Штефани Фенир (AUT)         | Линдси Вонн (USA)        |
| 2019 Оре см. подробнее               | Илка Штухец (SLO)          | Коринн Зутер (SUI)          | Линдси Вонн (USA)        |
| 2021 Кортина-д’Ампеццо см. подробнее | Коринн Зутер (SUI)         | Кира Вайдле (GER)           | Лара Гут-Бехрами (SUI)   |
| 2023 Мерибель см. подробнее          | Ясмин Флури (SUI)          | Нина Ортлиб (AUT)           | Коринн Зутер (SUI)       |
| 2025 Зальбах см. подробнее           | Бризи Джонсон (USA)        | Мирьям Пухнер (AUT)         | Эстер Ледецкая (CZE)     |

#### Супергигант

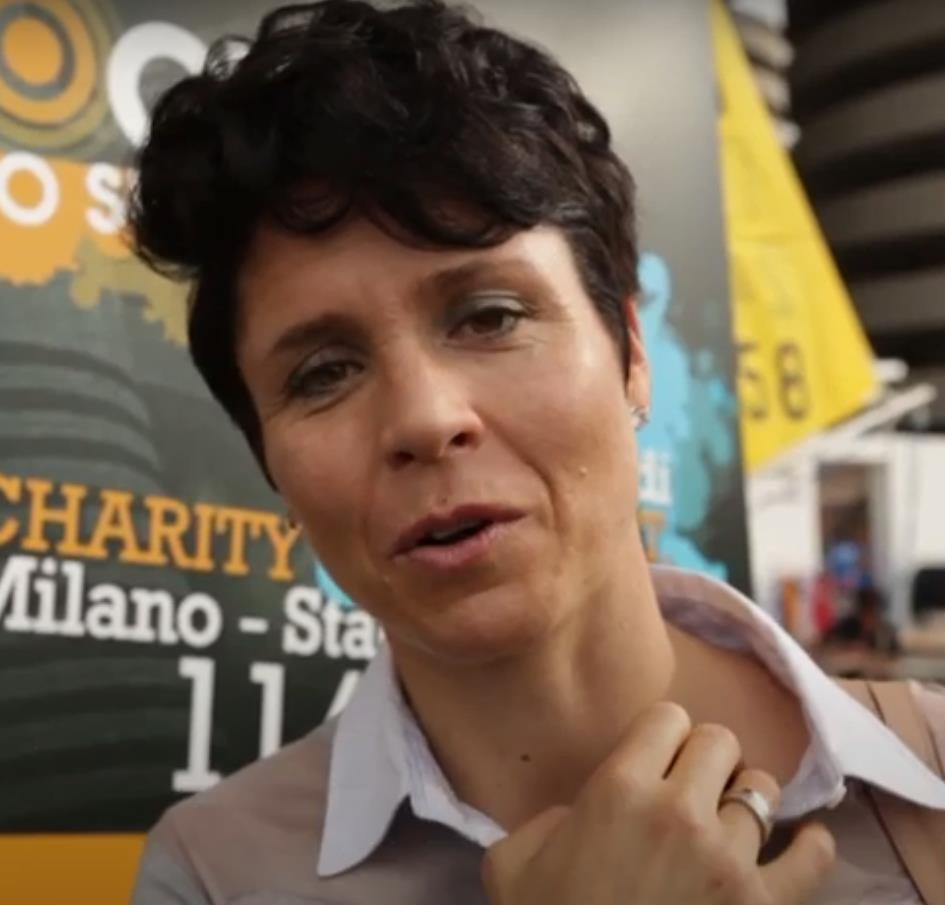
Чемпионка мира 1996 и 1997 годов в супергиганте Изольде Костнер

Награды в супергиганте на чемпионатах мира разыгрываются с 1987 года. Чащу всего побеждали австрийки — 8 раз из 20. По два раза побеждали австрийка Ульрике Майер (1989 и 1991), итальянка Изольде Костнер (1996 и 1997) и шведка Аня Персон (2005 и 2007). По общему количеству наград (по 3) лидерство делят Изольде Костнер, швейцарка Лара Гут-Бехрами, американки Джулия Манкусо, Линдси Вонн и Микаэла Шиффрин.
| Чемпионат мира                       | Золото                      | Серебро                 | Бронза                    |
| ------------------------------------ | --------------------------- | ----------------------- | ------------------------- |
| 1987 Кран-Монтана см. подробнее      | Мария Валлизер (SUI)        | Микела Фиджини (SUI)    | Матея Свет (YUG)          |
| 1989 Вейл см. подробнее              | Ульрике Майер (AUT)         | Зигрид Вольф (AUT)      | Михаэла Герг (FRG)        |
| 1991 Зальбах см. подробнее           | Ульрике Майер (AUT)         | Кароль Мерль (FRA)      | Анита Вахтер (AUT)        |
| 1993 Мориока см. подробнее           | Катя Зайцингер (GER)        | Сильвия Эдер (AUT)      | Астрид Лёдемель (NOR)     |
| 1996 Сьерра-Невада см. подробнее     | Изольде Костнер (ITA)       | Хайди Цурбригген (SUI)  | Пикабо Стрит (USA)        |
| 1997 Сестриере см. подробнее         | Изольде Костнер (ITA)       | Катя Зайцингер (GER)    | Хильде Герг (GER)         |
| 1999 Вейл/Бивер-Крик см. подробнее   | Александра Майснитцер (AUT) | Ренате Гётшль (AUT)     | Михаэла Дорфмайстер (AUT) |
| 2001 Санкт-Антон см. подробнее       | Режин Кавану (FRA)          | Изольде Костнер (ITA)   | Хильде Герг (GER)         |
| 2003 Санкт-Мориц см. подробнее       | Михаэла Дорфмайстер (AUT)   | Кирстен Ли Кларк (USA)  | Джонна Мендес (USA)       |
| 2005 Бормио см. подробнее            | Аня Персон (SWE)            | Лючия Реккья (ITA)      | Джулия Манкусо (USA)      |
| 2007 Оре см. подробнее               | Аня Персон (SWE)            | Линдси Вонн (USA)       | Ренате Гётшль (AUT)       |
| 2009 Валь-д’Изер см. подробнее       | Линдси Вонн (USA)           | Мари Маршан-Арвье (FRA) | Андреа Фишбахер (AUT)     |
| 2011 Гармиш см. подробнее            | Элизабет Гёргль (AUT)       | Джулия Манкусо (USA)    | Мария Риш (GER)           |
| 2013 Шладминг см. подробнее          | Тина Мазе (SLO)             | Лара Гут (SUI)          | Джулия Манкусо (USA)      |
| 2015 Вейл/Бивер-Крик см. подробнее   | Анна Феннингер (AUT)        | Тина Мазе (SLO)         | Линдси Вонн (USA)         |
| 2017 Санкт-Мориц см. подробнее       | Николь Шмидхофер (AUT)      | Тина Вайратер (LIE)     | Лара Гут (SUI)            |
| 2019 Оре см. подробнее               | Микаэла Шиффрин (USA)       | София Годжа (ITA)       | Коринн Зутер (SUI)        |
| 2021 Кортина-д’Ампеццо см. подробнее | Лара Гут-Бехрами (SUI)      | Коринн Зутер (SUI)      | Микаэла Шиффрин (USA)     |
| 2023 Мерибель см. подробнее          | Марта Бассино (ITA)         | Микаэла Шиффрин (USA)   | Кайса Викхофф Ли (NOR)    |
| 2023 Мерибель см. подробнее          | Марта Бассино (ITA)         | Микаэла Шиффрин (USA)   | Корнелия Хюттер (AUT)     |
| 2025 Зальбах см. подробнее           | Штефани Фенир (AUT)         | Федерика Бриньоне (ITA) | Лорен Макуга (USA)        |
| 2025 Зальбах см. подробнее           | Штефани Фенир (AUT)         | Федерика Бриньоне (ITA) | Кайса Викхофф Ли (NOR)    |

#### Гигантский слалом
Медали в гигантском слаломе разыгрываются на чемпионатах мира с 1950 года. По семь побед на счету француженок и швейцарок. Пять горнолыжниц побеждали по два раза: Мариэль Гуашель (1964, 1966), Френи Шнайдер (1987, 1989), Дебора Компаньони (1996, 1997), Аня Персон (2003, 2005), Тесса Уорли (2013, 2017). По общему количеству медалей лидирует американка Микаэла Шиффрин (4 — 2017, 2019, 2021, 2023).
| Чемпионат мира                       | Золото                      | Серебро                      | Бронза                     |
| ------------------------------------ | --------------------------- | ---------------------------- | -------------------------- |
| 1950 Аспен см. подробнее             | Дагмар Ром (AUT)            | Труде Йохум-Байзер (AUT)     | Люсьенн Шмит (FRA)         |
| 1952 Осло см. подробнее              | Андреа Мид-Лоуренс (USA)    | Дагмар Ром (AUT)             | Аннемари Бухнер (GER)      |
| 1954 Оре см. подробнее               | Люсьенн Шмит (FRA)          | Мадлен Берто (SUI)           | Джаннетт Бурр (USA)        |
| 1956 Кортина-д’Ампеццо см. подробнее | Осси Райхерт (EUA)          | Путци Франдль (AUT)          | Теа Хохляйтнер (AUT)       |
| 1958 Бадгастайн см. подробнее        | Люсиль Уилер (CAN)          | Салли Дивер (USA)            | Фрида Денцер (SUI)         |
| 1960 Скво-Вэлли см. подробнее        | Ивонн Рюэгг (SUI)           | Пенни Питу (USA)             | Джулиана Минуццо (ITA)     |
| 1962 Шамони см. подробнее            | Марианне Ян (AUT)           | Эрика Нецер (AUT)            | Джоан Ханна (USA)          |
| 1964 Инсбрук см. подробнее           | Мариэль Гуашель (FRA)       | Кристин Гуашель (FRA)        | —                          |
| 1964 Инсбрук см. подробнее           | Мариэль Гуашель (FRA)       | Джин Соберт (USA)            | —                          |
| 1966 Портильо см. подробнее          | Мариэль Гуашель (FRA)       | Хайди Циммерман (AUT)        | Флоранс Стёрер (FRA)       |
| 1968 Гренобль см. подробнее          | Нэнси Грин (CAN)            | Анни Фамоз (FRA)             | Фернанда Бошате (SUI)      |
| 1970 Валь-Гардена см. подробнее      | Бетси Клиффорд (CAN)        | Ингрид Лаффорг (FRA)         | Франсуаза Макки (FRA)      |
| 1972 Саппоро см. подробнее           | Мари-Терез Надиг (SUI)      | Аннемари Прёль (AUT)         | Вильтруд Дрексель (AUT)    |
| 1974 Санкт-Мориц см. подробнее       | Фабьенн Серра (FRA)         | Траудль Трайхль (FRG)        | Жаклин Рувье (FRA)         |
| 1976 Инсбрук см. подробнее           | Кэти Крайнер (CAN)          | Рози Миттермайер (FRG)       | Даниэль Дебернар (FRA)     |
| 1978 Гармиш см. подробнее            | Мария Эппле (FRG)           | Лиз-Мари Мореро (SUI)        | Аннемари Мозер-Прёль (AUT) |
| 1980 Лейк-Плэсид см. подробнее       | Ханни Венцель (LIE)         | Ирене Эппле (FRG)            | Перрин Пелан (FRA)         |
| 1982 Шладминг см. подробнее          | Эрика Хесс (SUI)            | Кристин Купер (USA)          | Урсула Концетт (LIE)       |
| 1985 Бормио см. подробнее            | Дайанн Рофф (USA)           | Элизабет Кирхлер (AUT)       | Эва Твардокенс (USA)       |
| 1987 Кран-Монтана см. подробнее      | Френи Шнайдер (SUI)         | Матея Свет (YUG)             | Мария Валлизер (SUI)       |
| 1989 Вейл см. подробнее              | Френи Шнайдер (SUI)         | Кароль Мерль (FRA)           | Матея Свет (YUG)           |
| 1991 Зальбах см. подробнее           | Пернилла Виберг (SWE)       | Ульрике Майер (AUT)          | Траудль Хехер (FRG)        |
| 1993 Мориока см. подробнее           | Кароль Мерль (FRA)          | Анита Вахтер (AUT)           | Мартина Эртль (GER)        |
| 1996 Сьерра-Невада см. подробнее     | Дебора Компаньони (ITA)     | Карин Ротен (SUI)            | Мартина Эртль (GER)        |
| 1997 Сестриере см. подробнее         | Дебора Компаньони (ITA)     | Карин Ротен (SUI)            | Лейла Пиккар (FRA)         |
| 1999 Вейл/Бивер-Крик см. подробнее   | Александра Майснитцер (AUT) | Андрине Флеммен (NOR)        | Анита Вахтер (AUT)         |
| 2001 Санкт-Антон см. подробнее       | Соня Неф (SUI)              | Карен Путцер (ITA)           | Аня Персон (SWE)           |
| 2003 Санкт-Мориц см. подробнее       | Аня Персон (SWE)            | Дениз Карбон (ITA)           | Эллисон Форсайт (CAN)      |
| 2005 Бормио см. подробнее            | Аня Персон (SWE)            | Таня Поутиайнен (FIN)        | Джулия Манкусо (USA)       |
| 2007 Оре см. подробнее               | Николь Хосп (AUT)           | Мария Пиетиля Хольмнер (SWE) | Дениз Карбон (ITA)         |
| 2009 Валь-д’Изер см. подробнее       | Катрин Хёльцль (GER)        | Тина Мазе (SLO)              | Таня Поутиайнен (FIN)      |
| 2011 Гармиш см. подробнее            | Тина Мазе (SLO)             | Федерика Бриньоне (ITA)      | Тесса Уорли (FRA)          |
| 2013 Шладминг см. подробнее          | Тесса Уорли (FRA)           | Тина Мазе (SLO)              | Анна Феннингер (AUT)       |
| 2015 Вейл/Бивер-Крик см. подробнее   | Анна Феннингер (AUT)        | Виктория Ребенсбург (GER)    | Дж. Линдель-Викарбю (SWE)  |
| 2017 Санкт-Мориц см. подробнее       | Тесса Уорли (FRA)           | Микаэла Шиффрин (USA)        | София Годжа (ITA)          |
| 2019 Оре см. подробнее               | Петра Вльгова (SVK)         | Виктория Ребенсбург (GER)    | Микаэла Шиффрин (USA)      |
| 2021 Кортина-д’Ампеццо см. подробнее | Лара Гут-Бехрами (SUI)      | Микаэла Шиффрин (USA)        | Катарина Линсбергер (AUT)  |
| 2023 Мерибель см. подробнее          | Микаэла Шиффрин (USA)       | Федерика Бриньоне (ITA)      | Рагнхильд Мовинкель (NOR)  |
| 2025 Зальбах см. подробнее           | Федерика Бриньоне (ITA)     | Элис Робинсон (NZL)          | Пола Молтцан (USA)         |

#### Слалом
Медали в слаломе разыгрывались на всех чемпионатах мира, начиная с 1931 года.
| Чемпионат мира                       | Золото                    | Серебро                  | Бронза                       |
| ------------------------------------ | ------------------------- | ------------------------ | ---------------------------- |
| 1987 Кран-Монтана см. подробнее      | Эрика Хесс (SUI)          | Росвита Штайнер (AUT)    | Матея Свет (YUG)             |
| 1989 Вейл см. подробнее              | Матея Свет (YUG)          | Френи Шнайдер (SUI)      | Тамара Маккинни (USA)        |
| 1991 Зальбах см. подробнее           | Френи Шнайдер (SUI)       | Наташа Бокал (YUG)       | Ингрид Зальвенмозер (AUT)    |
| 1993 Мориока см. подробнее           | Карин Будер (AUT)         | Джули Паризьен (USA)     | Эльфи Эдер (AUT)             |
| 1996 Сьерра-Невада см. подробнее     | Пернилла Виберг (SWE)     | Патрисия Шове (FRA)      | Уршка Хроват (SLO)           |
| 1997 Сестриере см. подробнее         | Дебора Компаньони (ITA)   | Лара Магони (ITA)        | Карин Ротен (SUI)            |
| 1999 Вейл/Бивер-Крик см. подробнее   | Зали Стегалл (NZL)        | Пернилла Виберг (SWE)    | Трине Бакке (NOR)            |
| 2001 Санкт-Антон см. подробнее       | Аня Персон (SWE)          | Кристель Паскаль (FRA)   | Хедда Бернтсен (NOR)         |
| 2003 Санкт-Мориц см. подробнее       | Яница Костелич (CRO)      | Марлис Шильд (AUT)       | Николь Хосп (AUT)            |
| 2005 Бормио см. подробнее            | Яница Костелич (CRO)      | Таня Поутиайнен (FIN)    | Шарка Загробская (CZE)       |
| 2007 Оре см. подробнее               | Шарка Загробская (CZE)    | Марлис Шильд (AUT)       | Аня Персон (SWE)             |
| 2009 Валь-д’Изер см. подробнее       | Мария Хёфль-Риш (GER)     | Шарка Загробская (CZE)   | Таня Поутиайнен (FIN)        |
| 2011 Гармиш см. подробнее            | Марлис Шильд (AUT)        | Катрин Цеттель (AUT)     | Мария Пиетиля Хольмнер (SWE) |
| 2013 Шладминг см. подробнее          | Микаэла Шиффрин (USA)     | Михаэла Кирхгассер (AUT) | Фрида Хансдоттер (SWE)       |
| 2015 Вейл/Бивер-Крик см. подробнее   | Микаэла Шиффрин (USA)     | Фрида Хансдоттер (SWE)   | Шарка Страхова (CZE)         |
| 2017 Санкт-Мориц см. подробнее       | Микаэла Шиффрин (USA)     | Венди Хольденер (SUI)    | Фрида Хансдоттер (SWE)       |
| 2019 Оре см. подробнее               | Микаэла Шиффрин (USA)     | Анна Свенн-Ларссон (SWE) | Петра Вльгова (SVK)          |
| 2021 Кортина-д’Ампеццо см. подробнее | Катарина Линсбергер (AUT) | Петра Вльгова (SVK)      | Микаэла Шиффрин (USA)        |
| 2023 Мерибель см. подробнее          | Лоранс Сен-Жермен (CAN)   | Микаэла Шиффрин (USA)    | Лена Дюрр (GER)              |
| 2025 Зальбах см. подробнее           | Камилла Раст (SUI)        | Венди Хольденер (SUI)    | Катарина Линсбергер (AUT)    |

#### Комбинация и суперкомбинация
| Чемпионат мира                       | Золото                  | Серебро                | Бронза                    |
| ------------------------------------ | ----------------------- | ---------------------- | ------------------------- |
| 1982 Шладминг см. подробнее          | Эрика Хесс (SUI)        | Перрин Пелан (FRA)     | Кристин Купер (USA)       |
| 1985 Бормио см. подробнее            | Эрика Хесс (SUI)        | Сильвия Эдер (AUT)     | Тамара Маккинни (USA)     |
| 1987 Кран-Монтана см. подробнее      | Эрика Хесс (SUI)        | Сильвия Эдер (AUT)     | Тамара Маккинни (USA)     |
| 1989 Вейл см. подробнее              | Тамара Маккинни (USA)   | Френи Шнайдер (SUI)    | Бригитт Эртли (SUI)       |
| 1991 Зальбах см. подробнее           | Шанталь Бурниссен (SUI) | Ингрид Штёкль (AUT)    | Френи Шнайдер (SUI)       |
| 1993 Мориока см. подробнее           | Мириам Фогт (GER)       | Пикабо Стрит (USA)     | Анита Вахтер (AUT)        |
| 1996 Сьерра-Невада см. подробнее     | Пернилла Виберг (SWE)   | Анита Вахтер (AUT)     | Марианне Хьёрстад (NOR)   |
| 1997 Сестриере см. подробнее         | Ренате Гётшль (AUT)     | Катя Зайцингер (GER)   | Хильде Герг (GER)         |
| 1999 Вейл/Бивер-Крик см. подробнее   | Пернилла Виберг (SWE)   | Ренате Гётшль (AUT)    | Флоранс Манада (FRA)      |
| 2001 Санкт-Антон см. подробнее       | Мартина Эртль (GER)     | Кристин Шпонринг (AUT) | Карен Путцер (ITA)        |
| 2003 Санкт-Мориц см. подробнее       | Яница Костелич (CRO)    | Николь Хосп (AUT)      | Марлис Эстер (SUI)        |
| 2005 Бормио см. подробнее            | Яница Костелич (CRO)    | Аня Персон (SWE)       | Марлис Шильд (AUT)        |
| 2007 Оре см. подробнее               | Аня Персон (SWE)        | Джулия Манкусо (USA)   | Марлис Шильд (AUT)        |
| 2009 Валь-д’Изер см. подробнее       | Катрин Цеттель (AUT)    | Лара Гут (SUI)         | Элизабет Гёргль (AUT)     |
| 2011 Гармиш см. подробнее            | Анна Феннингер (AUT)    | Тина Мазе (SLO)        | Аня Персон (SWE)          |
| 2013 Шладминг см. подробнее          | Мария Хёфль-Риш (GER)   | Тина Мазе (SLO)        | Николь Хосп (AUT)         |
| 2015 Вейл/Бивер-Крик см. подробнее   | Тина Мазе (SLO)         | Николь Хосп (AUT)      | Михаэла Кирхгассер (AUT)  |
| 2017 Санкт-Мориц см. подробнее       | Венди Хольденер (SUI)   | Мишель Гизин (SUI)     | Михаэла Кирхгассер (AUT)  |
| 2019 Оре см. подробнее               | Венди Хольденер (SUI)   | Петра Вльгова (SVK)    | Рагнхильд Мовинкель (NOR) |
| 2021 Кортина-д’Ампеццо см. подробнее | Микаэла Шиффрин (USA)   | Петра Вльгова (SVK)    | Мишель Гизин (SUI)        |
| 2023 Мерибель см. подробнее          | Федерика Бриньоне (ITA) | Венди Хольденер (SUI)  | Рикарда Хазер (AUT)       |

#### Командная комбинация
Медали впервые были разыграны в 2025 году.
| Чемпионат мира             | Золото                                | Серебро                                        | Бронза                                    |
| -------------------------- | ------------------------------------- | ---------------------------------------------- | ----------------------------------------- |
| 2025 Зальбах см. подробнее | США · Бризи Джонсон · Микаэла Шиффрин | Швейцария · Лара Гут-Бехрами · Венди Хольденер | Австрия · Штефани Фенир · Катарина Труппе |

#### Параллельный гигантский слалом
Медали были разыграны в 2021 и 2023 годах.
| Чемпионат мира                       | Золото                     | Серебро               | Бронза                      |
| ------------------------------------ | -------------------------- | --------------------- | --------------------------- |
| 2021 Кортина-д’Ампеццо см. подробнее | Марта Бассино (ITA)        | —                     | Тесса Уорли (FRA)           |
| 2021 Кортина-д’Ампеццо см. подробнее | Катарина Линсбергер (AUT)  | —                     | Тесса Уорли (FRA)           |
| 2023 Мерибель см. подробнее          | Мария Тереза Твиберг (NOR) | Венди Хольденер (SUI) | Теа Луиза Стьернесунн (NOR) |

### Командное первенство
Командные соревнования были впервые включены в программу чемпионата мира в 2005 году. Трижды в командном первенстве побеждали австрийцы. Курсивом выделены запасные, ни разу не выходившие на старт во время командного первенства
| Чемпионат мира                       | Золото | Серебро | Бронза |
| 2005 Бормио см. подробнее            | Германия · Хильде Герг · Флориан Эккерт · Мартина Эртль-Ренц · Андреас Эртль · Феликс Нойройтер · Моника Бергман                 | Австрия · Николь Хосп · Рената Гётшль · Бенджамин Райх · Райнер Шёнфельдер · Михаэль Вальххофер · Катрин Цеттель                               | Франция · Пьеррик Буржа · Ингрид Жакмо · Кароль Монтийе · Кристель Паскаль · Лор Пекеньо · Жан-Пьер Видаль          |
| 2007 Оре см. подробнее               | Австрия · Михаэла Киргхассер · Рената Гётшль · Бенджамин Райх · Марлис Шильд · Марио Матт · Фриц Штробль                         | Швеция · Анна Оттоссон · Аня Персон · Йенс Бюггмарк · Патрик Йербюн · Маркус Ларссон · Ханс Ульссон                                            | Швейцария · Сандра Джини · Рабеа Гранд · Надя Штигер · Фабьенн Зутер · Даниэль Альбрехт · Марк Берто                |
| 2009 Валь-д’Изер                     | соревнования были отменены по погодным условиям                                                                                  | соревнования были отменены по погодным условиям                                                                                                | соревнования были отменены по погодным условиям                                                                     |
| 2011 Гармиш см. подробнее            | Франция · Таина Барьо · Анемон Мармоттан · Тесса Уорли · Тома Фанара · Сиприен Ришар · Готье де Тессьер                          | Австрия · Анна Феннингер · Михаэла Кирхгассер · Марлис Шильд · Ромед Бауман · Бенджамин Райх · Филипп Шёргхофер                                | Швеция · Аня Персон · Мария Пиетиля Хольмнер · Ханс Ульссон · Маттс Ульссон · Сара Хектор · Аксель Бек              |
| 2013 Шладминг см. подробнее          | Австрия · Николь Хосп · Михаэла Кирхгассер · Кармен Тальман · Марсель Хиршер · Филипп Шёргхофер · Марсель Матис                  | Швеция · Фрида Хансдоттер · Мария Пиетиля Хольмнер · Маттиас Харгин · Андре Мюрер · Йенс Бюггмарк · Натали Эклунд                              | Германия · Лена Дюрр · Мария Хёфль-Риш · Фриц Допфер · Феликс Нойройтер · Вероника Хронек · Штефан Луйц             |
| 2015 Вейл/Бивер-Крик см. подробнее   | Австрия · Ева-Мария Брем · Михаэла Кирхгассер · Марсель Хиршер · Кристоф Нёзиг · Николь Хосп · Филипп Шёргхофер                  | Канада · Кэндес Кроуфорд · Эрин Милзински · Фил Браун · Тревор Филп · Мари-Пьер Префонтен · Эрик Рид                                           | Швеция · Мария Пиетиля Хольмнер · Анна Свенн-Ларссон · Маттиас Харгин · Андре Мюрер · Сара Хектор · Маркус Ларссон  |
| 2017 Санкт-Мориц см. подробнее       | Франция · Матьё Февр · Алексис Пентюро · Тесса Уорли · Аделин Бо Мюнье · Жюльен Лизеру · Настасья Ноанс                          | Словакия · Матей Фалат · Андреас Жампа · Петра Вльгова · Вероника Велес-Зузулова · Адам Жампа · Тереза Янчова                                  | Швеция · Маттиас Харгин · Андре Мюрер · Фрида Хансдоттер · Мария Пиетиля Хольмнер · Густав Лундбек · Эмели Викстрём |
| 2019 Оре см. подробнее               | Швейцария · Алин Даньот · Венди Хольденер · Даниэль Юль · Рамон Ценхойзерн · Андреа Элленбергер · Сандро Симоне                  | Австрия · Катарина Линсбергер · Катарина Труппе · Михаэль Матт · Марко Шварц · Франциска Грич · Кристиан Хиршбюль                              | Италия · Ирене Куртони · Лара Делла Меа · Симон Маурбергер · Алекс Винатцер · Марта Бассино · Риккардо Тонетти      |
| 2021 Кортина-д’Ампеццо см. подробнее | Норвегия · Теа Луиза Стьернесунн · Кристина Рийс-Йоханнессен · Себастьян Фосс-Солевог · Фабиан Вилкенс Солхейм · Кристин Люсдаль | Швеция · Эстель Альфан · Сара Хектор · Кристоффер Якобсен · Маттиас Рённгрен · Йонна Лутман · Вильям Ханссон                                   | Германия · Эмма Айхер · Андреа Фильзер · Штефан Луйц · Александр Шмид · Лена Дюрр · Линус Штрассер                  |
| 2023 Мерибель см. подробнее          | США · Нина О’Брайен · Пола Молтцан · Томми Форд · Ривер Радамус · Кэти Хенсиен · Люк Уинтерс                                     | Норвегия · Кристин Люсдаль · Теа Луиза Стьернесунн · Мария Тереза Твиберг · Тимон Хёуган · Александер Стеэн Ольсен · Лейф Кр. Нествольд-Хёуген | Канада · Валери Гренье · Бритт Ричардсон · Джеффри Рид · Эрик Рид                                                   |
| 2025 Зальбах см. подробнее           | Италия · Джорджа Колломб · Лара Делла Меа · Филиппо Делла Вите · Алекс Винатцер                                                  | Швейцария · Дельфин Дарбелле · Венди Хольденер · Лука Эрни · Томас Тумлер                                                                      | Швеция · Эстель Альфан · Сара Хектор · Лиса Нюберг · Фабиан Акс Шварц · Вильям Ханссон · Кристоффер Якобсен         |

## Все призёры — из одной страны
Всего на чемпионатах мира было 15 случаев, когда все медали в одной дисциплине завоёвывали представители одной страны. Два раза из 14 это происходило на чемпионатах мира, совмещённых с Олимпийскими играми (1956 и 1964). 8 раз подобного достижения добились австрийцы, 4 раза — немцы и 3 раза — швейцарцы. Можно отметить женскую сборную Германии, которая доминировала во второй половине 1930-х годов (все 4 достижения сборной Германии связаны с чемпионатами мира 1937, 1938 и 1939 годов), а также женскую сборную Австрии на чемпионатах мира 1999 и 2001 годов, когда представительницам этой страны удалось трижды занять весь пьедестал в скоростных видах.
| Чемпионат мира                       | Дисциплина                   | Золото                                      | Серебро                               | Бронза                                  |
| ------------------------------------ | ---------------------------- | ------------------------------------------- | ------------------------------------- | --------------------------------------- |
| 1931 Мюррен см. подробнее            | Скоростной спуск мужчины     | Вальтер Прагер (SUI)                        | Отто Фуррер (SUI)                     | Вилли Штойри (SUI)                      |
| 1937 Шамони см. подробнее            | Слалом женщины               | Кристль Кранц (GER)                         | Кете Гразеггер (GER)                  | Лиза Реш (GER)                          |
| 1938 Энгельберг см. подробнее        | Скоростной спуск женщины     | Лиза Реш (GER)                              | Кристль Кранц (GER)                   | Кете Гразеггер (GER)                    |
| 1938 Энгельберг см. подробнее        | Комбинация женщины           | Кристль Кранц (GER)                         | Лиза Реш (GER)                        | Кете Гразеггер (GER)                    |
| 1939 Закопане см. подробнее          | Скоростной спуск женщины     | Кристль Кранц (GER)                         | Лиза Реш (GER)                        | Хельга Гёдль (GER)                      |
| 1954 Оре см. подробнее               | Скоростной спуск мужчины     | Кристиан Правда (AUT)                       | Мартин Штрольц (AUT)                  | Эрнст Оберайгнер (AUT)                  |
| 1956 Кортина д’Ампеццо см. подробнее | Гигантский слалом мужчины    | Тони Зайлер (AUT)                           | Андреас Мольтерер (AUT)               | Вальтер Шустер (AUT)                    |
| 1962 Шамони см. подробнее            | Гигантский слалом мужчины    | Эгон Циммерман (AUT)                        | Карл Шранц (AUT)                      | Мартин Бургер (AUT)                     |
| 1964 Инсбрук см. подробнее           | Скоростной спуск женщины     | Кристль Хас (AUT)                           | Эдит Циммерман (AUT)                  | Траудль Хехер (AUT)                     |
| 1987 Кран-Монтана см. подробнее      | Скоростной спуск мужчины     | Петер Мюллер (SUI)                          | Пирмин Цурбригген (SUI)               | Карл Альпигер (SUI)                     |
| 1999 Вейл/Бивер-Крик см. подробнее   | Скоростной спуск женщины     | Ренате Гётшль (AUT)                         | Михаэла Дорфмайстер (AUT)             | Штефани Шустер (AUT)                    |
| 1999 Вейл/Бивер-Крик см. подробнее   | Супергигант женщины          | Александра Майснитцер (AUT)                 | Ренате Гётшль (AUT)                   | Михаэла Дорфмайстер (AUT)               |
| 2001 Санкт-Антон см. подробнее       | Скоростной спуск женщины     | Михаэла Дорфмайстер (AUT)                   | Ренате Гётшль (AUT)                   | Зелина Хереггер (AUT)                   |
| 2019 Оре см. подробнее               | Слалом мужчины               | Марсель Хиршер (AUT)                        | Михаэль Матт (AUT)                    | Марко Шварц (AUT)                       |
| 2025 Зальбах см. подробнее           | Командная комбинация мужчины | Швейцария · Франьо фон Алльмен · Лоик Мейяр | Швейцария · Алексис Монне · Танги Неф | Швейцария · Стефан Рожентен · Марк Роша |